# Kettly Mars
Kettly Mars (Port-au-Prince, 3 september 1958) is een Haïtiaans dichteres en schrijfster. Haar boeken zijn vertaald in het Nederlands, Engels, Italiaans, Deens en Japans.

## Levensloop
Mars studeerde klassieke talen en had in de eerste vijfentwintig jaren van haar carrière een administratieve baan. Al van jongs af aan is ze gefascineerd door poëzie en rond haar vijfendertigste begon ze voor het eerst zelf gedichten te schrijven, in eerste instantie nog behoudend over het belang van de liefde, het lichaam en seksualiteit in het dagelijkse leven van mensen.
Haar romans spelen zich af in Haïti, maar haar onderwerpen zijn in feite universeel. Ze legt onder meer verbindigen tussen sekse, ras, sociale klasse, spiritualiteit, macht en geweld. In 2003 kwam ze met haar debuutroman, Kasalé. Daarna volgden nog enkele romans waarvan Saisons sauvages haar eerste is die in het Nederlands uitkwam, onder de naam Wrede seizoenen. Haar romans kenmerken zich door een levendig, realistisch beeld van de maatschappij.
Sinds ca. 2010 werkt ze aan een bloemlezing over literatuur die in de 18e, 19e een 20e eeuw werd geschreven door Haïtiaanse vrouwen.

## Erkenning
- 1996: Prix Jacques-Stephen Alexis
- 2006: Prix Senghor
- 2011: Bourse Barbancourt
- 2011: Prins Claus Prijs